# Atlético Malabo
Il Club Atlético de Malabo è una società calcistica equatoguineana con sede a Malabo
Ha vinto 3 campionati e 6 coppe nazionali.

## Palmarès

### Competizioni nazionali
- Campionato equatoguineano di calcio: 3

1981, 1982, 2003
- Coppa della Guinea Equatoriale: 6

1985, 1987, 1988, 1990, 1991, 2001)

### Altri piazzamenti
- Coppa della Guinea Equatoriale:

Finalista: 2007